# P.A. Rosenberg
Peter Andreas Plum Rosenberg (født 28. juli 1858 i København, død 17. maj 1935 i Gentofte) var en dansk forfatter og foredragsholder, søn af Carl Rosenberg, bror til Soffy Walleen.
Rosenberg blev student 1875, magister i religionsfilosofi 1884, var i flere år lærer ved københavnske privatskoler, 1889—1909 med enkelte afbrydelser instruktør ved Dagmarteatret, fra 1909 censor ved privatteatrene. Han har dyrket usædvanlig omfattende interesser og i anskuelser været en bekæmper af den brandeske radikalisme og en talsmand for kristendommen og de nationale traditioner i åndslivet. Han debuterede som forfatter med fortællingen Af et Digterliv (1881). En lang række skuespil af ham er blevet opført paa forskellige teatre: Fantomer (1883, det kongelige Teater), Hjarne (1883, Dagmarteatret), Klytemnestra (1889, sammesteds), der regnes for hans betydeligste arbejde, Henning Tondorff (1894, sammesteds), Dønvig Præstegaard (1899, sammesteds), Hjælpen (1904, det kongelige Teater), Hyggeligheden (1905, Frederiksberg Teater), Byen ved Havet (1906, det kongelige Teater), Politik (1908, i provinsen), Den gamle Skov (1912, det kongelige Teater), Kunstnernaturer (1918, Dagmarteatret). Endvidere har Rosenberg oversat skuespil således på meget fremragende måde Edmond Rostands Cyrano de Bergerac. Han har også oversat Goethes lyrik, og han har forfattet den romantiske digtning Salighedens Ø (1908), Smaa Fortællinger (1910), digtsamlingen Pil og Plekter (1910), endvidere en række 
populærvidenskabelige bøger: Søren Kierkegaard (1898), Rasmus Nielsen (1903), Grækeraanden (1903), Romeraanden (1905), Kristenaanden (1909), Herman Bang (1912), Bjørnson (1915). Han har for kunstforlaget Danmark redigeret Store Nordiske Konversationsleksikon og Verdenskrigen. Rosenberg var ikke banebrydende som digter, ikke dybtgående som forsker, men et meget fremragende talent som populær forelæser og oplæser. Han har virket i næsten enestående udstrækning rundt om i Folkeuniversitetsforeninger, Højskoleforeninger og andre foredragsforeninger. Særlig har han lagt vægt på gennem en hensigtsmæssig forening af foredrag og oplæsning at vække sine tilhøreres sans for de klassiske digteres værker.

### Fodnoter
1. ↑  Register 1910-1988 i Register til Kraks Blå Bog 1910-1988